# Atelinae
Atelinae — підродина мавп Нового Світу в родині коатових (Atelidae). Основною відмінною рисою ателін є їхні довгі чіпкі хвости, які можуть витримати всю вагу їхнього тіла. Підродина містить 11 сучасних видів у 3 родах. 
Ателіни живуть на американському континенті від півдня Мексики до центральної Бразилії та Болівії. Денні та деревні, вони швидко й акробатично пересуваються по деревах, використовуючи хвости. Ателіни разом із спорідненими ревунами є найбільшими мавпами Нового Світу. Вони живуть групами, демонструють дружні міжгрупові стосунки та можуть об'єднуватися у великі скупчення протягом тривалого часу.
Ателіни є плодоїдними та листоїдними, їхній раціон складається в основному з фруктів, насіння та листя, причому Ateles є найбільш плодоїдними, фрукти становлять понад 80% раціону. Ті види, які найбільшою мірою покладаються на нерівно поширені фруктові дерева, мають найбільші ареали. Для цих тварин характерна повільна швидкість розмноження: самиці виношують дитинчат лише раз на два-чотири роки. На багатьох видів полюють заради їхнього м'яса, і знищення середовища існування також ставить їх під загрозу; усі 11 видів підродини стоять на межі знищення (статуси VU, EN та CR за МСОП).